# Oenanthe monacha
Oenanthe monacha là một loài chim trong họ Muscicapidae.